# Eebra Tooré
Eebra Tooré est un acteur français né le 18 août 1970 à Paris.

## Biographie
D’origine ivoirienne, Eebra Tooré est né le 18 août 1970 à Paris. En 2000, il entre au cours Florent où il reste trois ans. Il se perfectionne avec un stage chez Jack Waltzer, professeur de l’Actors Studio. En 2004, il poursuit sa formation à l’Actors Studio de Los Angeles. Entre-temps, il commence à se faire connaître comme mannequin, mais aussi à la télévision avec sa participation à la première saison de l'émission de téléréalité L'Île de la tentation en 2002.
Il commence le mannequinat en participant à des concours. Sa rencontre avec le photographe de mode américain Ernest Collins est déterminante. Son premier grand défilé se fait pour le styliste africain Alphadi. En 1998 toujours avec Alphadi, il défile au Festival de Cannes, puis pour la collection « African mosaïque » on le voit sur les podiums du Carrousel du Louvre ou lors du FIMA au Niger. Il travaille aussi pour Francesco Smalto, Kenzo, Yves Saint Laurent, Jean-Paul Gaultier, Nawal el Assad et Sterling Williams à Los Angeles. Il apparaît aussi dans plusieurs magazines de mode. En 2004, il est sacré « Best Model Africa » au concours Best Model of the World en Turquie.
Il joue quelques rôles secondaires au cinéma et à la télévision. Au théâtre, on le voit dans des pièces signées Bernard-Marie Koltès, Jean-Paul Sartre ou Alfred de Musset, mais aussi dans des créations de jeunes auteurs. En 2009, avec la troupe de la Comédie-Française, il est distribué dans La Dispute de Pierre Carlet de Chamblain de Marivaux dans une mise en scène de Muriel Mayette-Holtz au Théâtre du Vieux-Colombier de Paris et en tournée.
En 2012, il atteint une certaine popularité avec le personnage de John Americano, auprès de Danny Glover, Michael Madsen et John Savage dans la production italo-américaine Time to Pay de Carlo Fusco puis, l’année suivante, dans le film russe 22 minutes de Vassili Serikov où il tient un des rôles principaux , celui du chef des pirates somaliens.

## Filmographie

### Cinéma

#### Longs métrages
- 1998 : Zonzon de Laurent Bouhnik : un dealer
- 2002 : La Vérité sur Charlie (The Truth About Charlie) de Jonathan Demme : un homme dans le train
- 2004 : Pédale dure de Gabriel Aghion : Tim
- 2004 : Quartier VIP de Laurent Firode : le détenu no 5
- 2004 : No Way de Owell A. Brown : le caïd de la prison
- 2006 : In-sect de Jude Bauman : le caïd de la prison
- 2011 : Time to Pay (Sins Expiation / Vento di Sicilia) de Carlo Fusco : John Americano
- 2012 : Jungle Jihad de Nadir Ioulain
- 2012 : 22 Minutes (22 minuty / 22 Минуты) de Vassili Serikov (Василий Сериков (ru)) : le chef des pirates somaliens
- 2013 : Esclave et Courtisane de Christian Lara : l'avocat
- 2014 : Kidnapped in Romania de Carlo Fusco : Vasile
- 2015 : La Pièce : Les derniers seront les premiers de Lamine Diakite : Terry

#### Courts métrages
- 2001 : Critique de Mathieu Colnat : le coéquipier
- 2002 : Coquelicot de Frédéric Malègue : le garde du corps
- 2003 : Actrice une vie pour rien de Sandy Lakdar : Mariano
- 2005 : Occupation de John Menick : Malik
- 2005 : DV, des vérités : Vacances improvisées, web-série de Myriam Donasis : un jet-setteur
- 2006 : Regard caméra de Laurent Breuil : le médecin
- 2010 : Kinetics de Tim Kay : le garde du corps
- 2014 : Le venin de Thierno Diallo : Damien, l'inspecteur de police
- 2015 : I Shot the Sheriff de Morris July

### Télévision
- 1996 : Julie Lescaut, 1 épisode d’Alain Wermus : un ouvrier
- 2001 : Le Journal de Moustic sur Canal+ : apparition
- 2001 : Groupe flag, 1 épisode réalisé par Éric Summer : un sans-papier
- 2010 : 1000 Ways to Die, épisode Dead Before They Know It de Lloyd Stein : un milicien africain
- 2012 : Objectif Ligue 1 de Varante Soudjian : Joachim le capitaine
- 2016 : Fatum série de Sylvain Druart et Séverine Turgard : Dikaiosyne
- 2016 : River Hotel série de Didier Ndenga : Jeff l'inspecteur de police

## Théâtre
- 2001 : Deux puits, çà prend un s… de et mis en scène Urfé Koupaki au Théâtre du Lavoir moderne de Paris (rôle de Nouhofia)
- 2002 : Pour l’amour de Dieu… ou de rien de et mis en scène David Assaraf au Guichet Montparnasse de Paris (rôle du garde)
- 2002 : Combat de nègre et de chiens de Bernard-Marie Koltès, mis en scène par Marc Thiéblemont au Cours Florent de Paris (rôle d’Alboury)
- 2002 : Piquillo ou le rêve de Mr Hulule de Gérard de Nerval et Alexandre Dumas père, mis en scène par Scoli Acosta au Laboratoire d’Aubervilliers (rôle de Piquillo)
- 2005 : Le Retour au désert de Bernard-Marie Koltès, mis en scène par Jean de Pange au théâtre de Morlaix  (rôle du parachutiste)
- 2008 : Lorenzaccio d'Alfred de Musset, mis en scène par Stéphane Gildas au Théâtre le Trianon de Paris (Scoronconcolo et un garde)
- 2009 : La Dispute[5] de Marivaux, mis en scène par Muriel Mayette-Holtz, pour la Comédie-Française au Théâtre du Vieux-Colombier de Paris et en tournée (le serviteur noir Mesrou)
- 2025: Les Garçons de la bande de Mart Crowley, mise en scène Antoine Courtray, Théâtre du roi René, Avignon